# Parque Estadual do Desengano
O Parque Estadual do Desengano é uma Unidade de Conservação estadual no Rio de Janeiro. O PED é a mais antiga Unidade de Conservação estadual e constitui o último remanescente florestal contínuo de expressiva extensão do Norte Fluminense. Abrange os municípios de Santa Maria Madalena, Campos dos Goytacazes e São Fidélis, e seu nome faz alusão ao ponto culminante da unidade, o Pico do Desengano.
Em 2021, o Parque Estadual do Desengano se tornou o primeiro lugar da América Latina a receber o título de Dark Sky Park, concedido para locais de qualidade excepcional para a observação de noites estreladas e um ambiente noturno protegido que valoriza seu patrimônio científico, natural, educacional, cultural e social.

## Características
O parque abriga uma imensa variedade de plantas e animais nativos da Mata Atlântica, muitos deles raros e ameaçados, como o muriqui-do-norte, maior primata das Américas e “candidato a mascote dos Jogos Olímpicos de 2016".Possui muitas montanhas de grande porte sendo a mais conhecida a do Pico do Desengano, nelas há opções de trilhas com todos os níveis de dificuldade e cachoeiras muito visitadas como as da Cascata, Mocotó e Tombo D´Água, até travessias de longa duração, própria para montanhistas mais experientes.

## Fauna
Das 283 espécies de avifauna encontradas nos campos de altitude, 22 são endêmicas e ocorrem em populações reduzidas. Desde 1985, têm sido encontradas na região cerca de 493 espécies, o que evidencia a sua alta biodiversidade. Muitas delas estão ameaçadas de extinção, como jacutinga, macuco, gavião-pombo, gavião-pato, e outras como jacu, inhambu, araponga, gavião-pega-macaco e papagaio-chauá só remanescem nas áreas protegidas.

## Pico do Desengano
Com 1.761 metros de altitude, é o ponto culminante do parque e um dos atrativos mais procurados. A trilha de acesso tem 3,6 km, com alto grau de dificuldade, devido, principalmente, à declividade do percurso. O tempo estimado de subida é de 4 horas. O caminho percorre a Serra dos Marreiros por trechos íngremes dentro da floresta, com passagem sobre lajes de pedra, cobertas de bromélias e orquídeas. Ao chegar ao cume, a vista é privilegiada. É possível ver a Serra da Morumbeca e a Serra Grande, que formam a paisagem conhecida como “mar dos morros”, compondo parte do Vale do Paraíba do Sul. Em dias de boa visibilidade, pode-se avistar também a baixada litorânea. Neste cume a temperatura pode ficar negativa nas madrugadas de inverno, podendo chegar a -3°C. 